# Ribonucléase P
La ribonucléase P ou RNase P est une endoribonucléase présente dans toutes les cellules vivantes et dont la fonction est la maturation des ARN de transfert (ARNt). La ribonucléase P clive les précurseurs des ARNt du côté 5' libérant l'extension 5' (5' leader) et l'ARNt maturé en 5' (monophosphate en 5' des ARNt matures).
Suivant les espèces, l'activité RNase P peut être réalisée par une protéine (il s'agit alors d'une enzyme) ou par une ribonucléoprotéine (il s'agit alors d'un ribozyme).

## Bactéries
Chez les bactéries, l’activité RNase P est produite par une ribonucléoprotéine. Cette enzyme est constituée d’un ARN catalytique, un ribozyme (ARN M1) et d’une sous-unité protéique (protéine C5) . C'est Sidney Altman qui a caractérisé le caractère de ribozyme de cette enzyme, ce qui lui a valu le prix Nobel de chimie en 1989.

## Archées
Chez les archées, l’activité RNase P est produite par une ribonucléoprotéine composée d’un ARN catalytique et de 4-5 sous-unités protéiques . Certaines espèces d’Archée utilisent un mini-ribozyme, réduit à sa portion catalytique pour produire l’activité RNase P . Une exception notable à l’utilisation de la RNase P dans le monde du vivant est l’archée Nanoarchaeum equitans dont les ARNt sont directement transcrits sous forme mature en 5’.
Chez les Eucaryotes, l’activité RNase P est produite soit par des ribonucléoprotéines soit par des protéines.

## Levure
Chez la levure (Saccharomyces cerevisiae), une ribonucléoprotéine composée d’un ARN catalytique (RPR1) et de 9-10 sous-unités protéiques  (Pop1p, Pop3p, Pop4p, Pop5p, Pop6p, Pop7p, et Pop8p, Rpp1p et Rpr2p) officie dans le noyau alors qu’une ribonucléoprotéine de type bactérien est responsable de l’activité dans les mitochondries, le gène codant l’ARN (Rpm1r) étant présent sur le génome mitochondrial (rnpB/Rpm1)  et la sous-unité protéique étant codée dans le génome nucléaire et importée dans l’organite (Rpm2p). Cependant, pour la plupart des champignons, aucun gène codant l’ARN catalytique d’une RNase P de type bactérien n’est présent sur le génome mitochondrial et le type de RNase P réalisant l’activité dans cet organite reste inconnu.

## Amibes
Chez l’amibe Dictyostelium discoideum, une ribonucléoprotéine composée d’un ARN catalytique et d’au minimum 7 sous-unités protéiques (Pop1, DRpp30, DRpp40, DRpp29, DRpp25, DRpp20, DRpp14) est responsable de l’activité RNase P dans le noyau. Le type de RNase P responsable de l’activité dans les mitochondries est inconnu. Le génome de cette amibe contient 18 ARNt mais aucun gène codant l’ARN catalytique d’une RNase P de type bactérien.

## Animaux
Chez les animaux (metazoa, e.g. Homo sapiens), une ribonucléoprotéine composée d’un ARN catalytique (appelé H1) et d’une dizaine de sous-unités protéiques (hPop1, hPop5, Rpp40, Rpp38, Rpp30, Rpp29, Rpp25, Rpp21, Rpp20 and Rpp14)  est responsable de l’activité RNase P dans le noyau. Dans les mitochondries animales, un complexe protéique (MRPP1, MRRP2, MRPP3=PRORP) est responsable de l’activité RNase P. Ces protéines sont toutes codées dans le génome nucléaire et transférées dans les mitochondries grâce à un peptide de transit. La protéine PRORP contient un domaine métallonucléase et cette sous-unité est sans doute responsable de l’activité catalytique. 

## Plantes
Chez les plantes terrestres (Embryophytes, e.g. Arabidopsis thaliana), l’activité RNase P est présente dans trois compartiments différents : le noyau, les mitochondries et les plastes. Des RNase P de type PRORP ont été localisées dans chacun de ces compartiments. AtPRORP1 est localisée dans les mitochondries et plastes alors que AtPRORP2 et AtPRORP3 sont localisées dans le noyau. Ces enzymes sont codées dans le génome nucléaire (3 gènes en général chez les plantes) et transférées dans les différents compartiments où a lieu l’expression génétique grâce à des peptides de transit ou un signal de localisation nucléaire. Les PRORP végétales peuvent fonctionner seules in vitro contrairement aux PRORP des animaux (complexe de 3 protéines dont PRORP). PRORP1, PRORP2 et PRORP3 ont une activité RNase P in planta et semblent être les seules enzymes responsables de la maturation des ARNt chez les plantes. Les plantes supérieures seraient donc dépourvues de l'enzyme ancestrale, la ribonucléoprotéine et la fonction RNase P serait uniquement réalisée par les protéines PRORP.